# Fresnes-en-Woëvre
Fresnes-en-Woëvre és un municipi francès situat al departament del Mosa i a la regió del Gran Est. L'any 2007 tenia 752 habitants.

## Demografia

### Població
El 2007 la població de fet de Fresnes-en-Woëvre era de 752 persones. Hi havia 294 famílies, de les quals 82 eren unipersonals (37 homes vivint sols i 45 dones vivint soles), 102 parelles sense fills, 102 parelles amb fills i 8 famílies monoparentals amb fills.
La població ha evolucionat segons el següent gràfic:
Habitants censats

### Habitatges
El 2007 hi havia 316 habitatges, 296 eren l'habitatge principal de la família, 10 eren segones residències i 9 estaven desocupats. 259 eren cases i 57 eren apartaments. Dels 296 habitatges principals, 202 estaven ocupats pels seus propietaris, 80 estaven llogats i ocupats pels llogaters i 14 estaven cedits a títol gratuït; 1 tenia una cambra, 20 en tenien dues, 24 en tenien tres, 74 en tenien quatre i 176 en tenien cinc o més. 240 habitatges disposaven pel capbaix d'una plaça de pàrquing. A 162 habitatges hi havia un automòbil i a 101 n'hi havia dos o més.

### Piràmide de població
La piràmide de població per edats i sexe el 2009 era:
| Homes | Edats   | Dones |
| ----- | ------- | ----- |
| 0     | 95 o +  | 0     |
| 0     | 90 a 94 | 4     |
| 4     | 85 a 89 | 16    |
| 4     | 80 a 84 | 8     |
| 28    | 75 a 79 | 28    |
| 16    | 70 a 74 | 12    |
| 4     | 65 a 69 | 16    |
| 16    | 60 a 64 | 20    |
| 12    | 55 a 59 | 16    |
| 8     | 50 a 54 | 24    |
| 52    | 45 a 49 | 36    |
| 8     | 40 a 44 | 20    |
| 36    | 35 a 39 | 12    |
| 20    | 30 a 34 | 20    |
| 16    | 25 a 29 | 28    |
| 24    | 20 a 24 | 8     |
| 20    | 15 a 19 | 20    |
| 12    | 10 a 14 | 28    |
| 4     | 5 a 9   | 24    |
| 12    | 0 a 4   | 4     |

## Economia
El 2007 la població en edat de treballar era de 450 persones, 343 eren actives i 107 eren inactives. De les 343 persones actives 318 estaven ocupades (191 homes i 127 dones) i 25 estaven aturades (8 homes i 17 dones). De les 107 persones inactives 22 estaven jubilades, 45 estaven estudiant i 40 estaven classificades com a «altres inactius».

### Ingressos
El 2009 a Fresnes-en-Woëvre hi havia 286 unitats fiscals que integraven 693 persones, la mediana anual d'ingressos fiscals per persona era de 16.459 €.

### Activitats econòmiques
Dels 58 establiments que hi havia el 2007, 2 eren d'empreses extractives, 2 d'empreses alimentàries, 5 d'empreses de fabricació d'altres productes industrials, 3 d'empreses de construcció, 10 d'empreses de comerç i reparació d'automòbils, 3 d'empreses de transport, 2 d'empreses d'hostatgeria i restauració, 1 d'una empresa d'informació i comunicació, 2 d'empreses financeres, 2 d'empreses immobiliàries, 10 d'empreses de serveis, 13 d'entitats de l'administració pública i 3 d'empreses classificades com a «altres activitats de serveis».
Dels 17 establiments de servei als particulars que hi havia el 2009, 1 era una oficina d'administració d'Hisenda pública, 1 gendarmeria, 1 oficina de correu, 2 oficines bancàries, 1 taller de reparació d'automòbils i de material agrícola, 1 autoescola, 1 guixaire pintor, 2 electricistes, 3 perruqueries, 1 veterinari, 2 restaurants i 1 agència immobiliària.
Dels 5 establiments comercials que hi havia el 2009, 1 era una botiga de més de 120 m², 2 fleques, 1 una fleca i 1 una sabateria.
L'any 2000 a Fresnes-en-Woëvre hi havia 11 explotacions agrícoles que ocupaven un total de 728 hectàrees.

## Equipaments sanitaris i escolars
L'únic equipament sanitari que hi havia el 2009 era una farmàcia.
El 2009 hi havia 1 escola maternal i 1 escola elemental. Fresnes-en-Woëvre disposava d'un col·legi d'educació secundària amb 397 alumnes.

## Poblacions més properes
El següent diagrama mostra les poblacions més properes.